# Алексеевка (Тамалинский район)
Алексе́евка — деревня Ульяновского сельсовета Тамалинского района Пензенской области. На 1 января 2004 года — 148 хозяйств, 369 жителей.

## География
Деревня расположена на левом берегу реки Грязнухи, притока Сюверни, на западе Тамалинского района, расстояние до центра сельсовета села Ульяновка — 0,5 км, расстояние до районного центра пгт. Тамала — 13 км.

## История
По исследованиям историка — краеведа Полубоярова М. С., деревня образована в 1850 году помещиком Алексеем Сергеевичем Уваровым, известным археологом, сыном министра просвещения С. С. Уварова, входила в состав Обвальской волости Чембарского уезда Пензенской губернии. В 1949 году — в Тамалинском районе Пензенской области, с 1966 года — в составе Ульяновского сельсовета Тамалинского района. С 1962 года в деревне располагалась бригада колхоза «Родина».

## Численность населения
| год                | 1864 | 1896 | 1912      | 1930 | 1959 | 1979 | 1989 | 1996 | 2004 |
| ------------------ | ---- | ---- | --------- | ---- | ---- | ---- | ---- | ---- | ---- |
| количество жителей | 257  | 364  | около 365 | 723  | 496  | 472  | 445  | 410  | 369  |

## Улицы
- Зелёная;
- Садовая.